# Air CEMAC
 (juillet 2023).
Air CEMAC est une compagnie aérienne inter-étatique sous-régionale africaine, dont le siège est à Brazzaville (Congo-Brazzaville).

## Historique
Air Afrique avait été créée en mars 1961, par dix États africains nouvellement indépendants, afin d'organiser les dessertes aériennes à partir et à destination de ces pays. Après la liquidation d’Air Afrique puis celle d'Air Gabon et de Cameroon Airlines, le centre de l'Afrique est resté sans compagnies nationales desservant les principales villes de la région.
La compagnie Air CEMAC a été fondée par décision des chefs d’État de la CEMAC. Le siège de la compagnie a été fixé à Brazzaville. Il a été construit aux frais de l'État congolais et inauguré le 7 mars 2013.
Le lancement de la compagnie nécessitant d'importants moyens financiers et logistiques, des négociations ont été engagées avec Royal Air Maroc, SN Brussels et South African Airways (SAA) mais elles n'ont pas abouti. L'échec avec SAA, en 2010, résulte d'une divergence de vue sur l'implantation du hub de Air CEMAC : SAA considérait qu'il était économiquement plus pertinent de l'installer à Douala, capitale économique du Cameroun et de la sous-région alors que les chefs d'État de la CEMAC ont estimé qu'il devait être à Brazzaville.
À la suite de ces échecs, des pourparlers ont été engagés avec Air France, en 2012. Toutefois, ces dernières ont du mal à aboutir du fait de deux points de blocage :
- Air France demande que la compagnie Air CEMAC dispose du monopole du trafic régional, dans les six pays membres de la CEMAC, et que les compagnies nationales ne puissent assurer que les liaisons internes à chaque État ;
- Air France demande un tiers du capital d'Air CEMAC afin de disposer d'une minorité de blocage qui la prémunirait contre toute décision stratégique pouvant compromettre l'avenir de la société[3].

Du fait de ces péripéties, le capital initial (10 milliards de FCFA) apporté par les États membres de la CEMAC a été presque dépensé, sans qu'un avion de la compagnie ait volé.
Après la réunion du conseil d'administration de la compagnie, le 7 mars 2013 à Brazzaville, le premier vol a été annoncé pour avant la fin de l'année 2013.

## Destinations
Au printemps 2013, la compagnie ne desservait aucune destination.

## Flotte
Au printemps 2013, la compagnie ne disposait d'aucun avion.

## Capital
Le capital de la société est détenu par :
- Air France à hauteur de 34 % ;
- les six États membres de la CEMAC (Cameroun, Congo, Centrafrique, Gabon, Guinée équatoriale, Tchad) détiennent chacun 5 % ;
- la Banque de développement des États d’Afrique centrale (BDEAC), pour 15 % ;
- des investisseurs privés à hauteur de 21 %.